# Campionato europeo femminile di pallamano 1996
Il campionato europeo femminile di pallamano 1996 è stata la seconda edizione del massimo torneo di pallamano per squadre nazionali femminili, organizzato dalla European Handball Federation (EHF). Il torneo si è disputato dal 6 al 15 dicembre 1996 in Danimarca in quattro impianti e le finali si sono disputate a Herning. Vi hanno preso parte dodici rappresentative nazionali. Il torneo è stato vinto per la seconda volta consecutiva dalla Danimarca, che in finale ha sconfitto la Norvegia.

## Formato
Le dodici nazionali partecipanti sono state suddivise in due gironi da sei squadre ciascuno. Le prime due classificate accedono alla fase a eliminazione diretta, mentre le restanti partecipano alle finali per i piazzamenti. Le prime quattro classificate sono qualificate al campionato mondiale 1997.

## Impianti
Il torneo è stato disputato in quattro sedi in Danimarca.

## Qualificazioni
Le qualificazioni al campionato europeo si sono sviluppate su due fasi e vi hanno preso parte 30 squadre nazionali, eccetto la Danimarca ammessa direttamente alla fase finale in qualità di Paese ospitante. Alla prima fase hanno preso parte 15 squadre nazionali, che sono state divise in cinque gironi. Le squadre prime classificate e la migliore seconda venivano ammesse alla seconda fase. Le 20 squadre partecipanti alla seconda fase erano state divise in cinque gironi da quattro squadre ciascuno. Le prime due classificate e la migliore terza venivano ammesse alla fase finale.

## Squadre partecipanti
| Pr. | Squadra   | Qualificata come                         | Precedenti partecipazioni |
| --- | --------- | ---------------------------------------- | ------------------------- |
| 1   | Danimarca | Nazione organizzatrice della fase finale | 1 (1994)                  |
| 2   | Norvegia  | Vincente girone 1 di qualificazione      | 1 (1994)                  |
| 3   | Germania  | Vincente girone 2 di qualificazione      | 1 (1994)                  |
| 4   | Croazia   | Vincente girone 3 di qualificazione      | 1 (1994)                  |
| 5   | Russia    | Vincente girone 4 di qualificazione      | 1 (1994)                  |
| 6   | Ungheria  | Vincente girone 5 di qualificazione      | 1 (1994)                  |
| 7   | Lituania  | Seconda girone 1 di qualificazione       | 0                         |
| 8   | Polonia   | Seconda girone 2 di qualificazione       | 0                         |
| 9   | Romania   | Seconda girone 3 di qualificazione       | 1 (1994)                  |
| 10  | Svezia    | Seconda girone 4 di qualificazione       | 1 (1994)                  |
| 11  | Austria   | Seconda girone 5 di qualificazione       | 1 (1994)                  |
| 12  | Ucraina   | Terza girone 3 di qualificazione         | 1 (1994)                  |

## Turno preliminare

### Girone A

#### Classifica finale
| Pos. | Squadra   | Pt | G | V | N | P | GF  | GS  | DR  |
| ---- | --------- | -- | - | - | - | - | --- | --- | --- |
| 1.   | Danimarca | 10 | 5 | 5 | 0 | 0 | 148 | 101 | +47 |
| 2.   | Austria   | 8  | 5 | 4 | 0 | 1 | 125 | 105 | +20 |
| 3.   | Croazia   | 6  | 5 | 3 | 0 | 2 | 121 | 120 | +1  |
| 4.   | Svezia    | 4  | 5 | 2 | 0 | 3 | 114 | 139 | -25 |
| 5.   | Ungheria  | 2  | 5 | 1 | 0 | 4 | 109 | 127 | -18 |
| 6.   | Polonia   | 0  | 5 | 0 | 0 | 5 | 107 | 132 | -25 |

#### Risultati
| Brøndby 6 dicembre 1996, ore 17:00 CET | Ungheria | 21 – 19 (10-10) referto | Polonia |  |

| Brøndby 6 dicembre 1996, ore 19:00 CET | Danimarca | 30 – 13 (13-6) referto | Svezia |  |

| Brøndby 6 dicembre 1996, ore 21:00 CET | Croazia | 21 – 25 (9-12) referto | Austria |  |

| Brøndby 7 dicembre 1996, ore 15:00 CET | Svezia | 31 – 26 (13-13) referto | Ungheria |  |

| Brøndby 7 dicembre 1996, ore 17:00 CET | Polonia | 21 – 25 (11-11) referto | Croazia |  |

| Brøndby 7 dicembre 1996, ore 19:00 CET | Austria | 16 – 29 (6-14) referto | Danimarca |  |

| Brøndby 8 dicembre 1996, ore 15:00 CET | Svezia | 18 – 31 (9-13) referto | Austria |  |

| Brøndby 8 dicembre 1996, ore 17:00 CET | Ungheria | 19 – 24 (11-13) referto | Croazia |  |

| Brøndby 8 dicembre 1996, ore 19:00 CET | Danimarca | 33 – 22 (14-9) referto | Polonia |  |

| Herning 10 dicembre 1996, ore 17:00 CET | Polonia | 23 – 24 (7-16) referto | Svezia |  |

| Herning 10 dicembre 1996, ore 19:00 CET | Croazia | 22 – 27 (10-14) referto | Danimarca |  |

| Herning 10 dicembre 1996, ore 21:00 CET | Ungheria | 15 – 24 (7-11) referto | Austria |  |

| Herning 11 dicembre 1996, ore 17:00 CET | Croazia | 29 – 28 (15-14) referto | Svezia |  |

| Herning 11 dicembre 1996, ore 19:00 CET | Danimarca | 29 – 28 (14-14) referto | Ungheria |  |

| Herning 11 dicembre 1996, ore 21:00 CET | Austria | 29 – 22 (15-10) referto | Polonia |  |

### Girone B

#### Classifica finale
| Pos. | Squadra  | Pt | G | V | N | P | GF  | GS  | DR  |
| ---- | -------- | -- | - | - | - | - | --- | --- | --- |
| 1.   | Norvegia | 8  | 5 | 3 | 2 | 0 | 134 | 106 | +28 |
| 2.   | Germania | 8  | 5 | 4 | 0 | 1 | 124 | 111 | +13 |
| 3.   | Romania  | 7  | 5 | 3 | 1 | 1 | 132 | 122 | +10 |
| 4.   | Russia   | 5  | 5 | 2 | 1 | 2 | 132 | 119 | +13 |
| 5.   | Ucraina  | 2  | 5 | 1 | 0 | 4 | 114 | 122 | -8  |
| 6.   | Lituania | 0  | 5 | 0 | 0 | 5 | 97  | 153 | -56 |

#### Risultati
| Vejle 6 dicembre 1996, ore 17:00 CET | Norvegia | 36 – 18 (17-9) referto | Lituania |  |

| Vejle 6 dicembre 1996, ore 19:00 CET | Russia | 30 – 23 (14-13) referto | Ucraina |  |

| Vejle 6 dicembre 1996, ore 21:00 CET | Germania | 22 – 21 (12-11) referto | Romania |  |

| Vejle 7 dicembre 1996, ore 14:00 CET | Ucraina | 19 – 23 (11-14) referto | Norvegia |  |

| Vejle 7 dicembre 1996, ore 16:00 CET | Lituania | 17 – 27 (7-13) referto | Germania |  |

| Vejle 7 dicembre 1996, ore 18:00 CET | Romania | 29 – 26 (15-14) referto | Russia |  |

| Vejle 8 dicembre 1996, ore 14:00 CET | Russia | 22 – 22 (12-9) referto | Norvegia |  |

| Vejle 8 dicembre 1996, ore 16:00 CET | Germania | 25 – 23 (13-10) referto | Ucraina |  |

| Vejle 8 dicembre 1996, ore 18:00 CET | Romania | 32 – 26 (16-12) referto | Lituania |  |

| Fredericia 10 dicembre 1996, ore 17:00 CET | Ucraina | 22 – 24 (13-13) referto | Romania |  |

| Fredericia 10 dicembre 1996, ore 19:00 CET | Russia | 31 – 16 (14-8) referto | Lituania |  |

| Fredericia 10 dicembre 1996, ore 21:00 CET | Norvegia | 27 – 21 (11-7) referto | Germania |  |

| Fredericia 11 dicembre 1996, ore 17:00 CET | Norvegia | 26 – 26 (12-16) referto | Romania |  |

| Fredericia 11 dicembre 1996, ore 19:00 CET | Lituania | 20 – 27 (12-16) referto | Ucraina |  |

| Fredericia 11 dicembre 1996, ore 21:00 CET | Germania | 29 – 23 (14-11) referto | Russia |  |

## Fase a eliminazione diretta

### Tabellone
|  | Semifinali | Semifinali | Semifinali |          |           | Finale          | Finale          | Finale          |  |
|  |            |            |            |          |           |                 |                 |                 |  |
|  | Danimarca  | Danimarca  | 24         |          |           |                 |                 |                 |  |
|  | Danimarca  | Danimarca  | 24         |          |           |                 |                 |                 |  |
|  | Germania   | Germania   | 22         |          |           |                 |                 |                 |  |
|  | Germania   | Germania   | 22         |          | Danimarca | Danimarca       | 25              |                 |  |
|  |            |            |            |          | Danimarca | Danimarca       | 25              |                 |  |
|  |            |            | Norvegia   | Norvegia | 23        |                 |                 |                 |  |
|  | Norvegia   | Norvegia   | Norvegia   | Norvegia | 23        | 22              |                 |                 |  |
|  | Norvegia   | Norvegia   |            |          |           | 22              |                 |                 |  |
|  | Austria    | Austria    | 20         |          |           | Finale 3º posto | Finale 3º posto | Finale 3º posto |  |
|  | Austria    | Austria    | 20         |          |           |                 |                 |                 |  |
|  |            |            |            |          |           |                 |                 |                 |  |
|  |            |            |            |          |           | Austria         | Austria         | 30              |  |
|  |            |            |            |          |           | Austria         | Austria         | 30              |  |
|  |            |            |            |          |           | Germania        | Germania        | 23              |  |

### Semifinali
| Herning 13 dicembre 1996, ore 19:00 CET | Danimarca | 24 – 22 (13-10) referto | Germania | (4 500 spett.) |

| Herning 13 dicembre 1996, ore 21:00 CET | Norvegia | 22 – 20 (11-11) referto | Austria | (4 500 spett.) |

### Finale 11º posto
| Herning 13 dicembre 1996, ore 17:00 CET | Polonia | 30 – 27 (d.t.s.) (11-11; 23-23) referto | Lituania | (1 000 spett.) |

### Finale 9º posto
| Fredericia 13 dicembre 1996, ore 16:00 CET | Ungheria | 22 – 27 (14-14) referto | Ucraina | (50 spett.) |

### Finale 7º posto
| Fredericia 13 dicembre 1996, ore 18:00 CET | Svezia | 28 – 32 (15-18) referto | Russia | (108 spett.) |

### Finale 5º posto
| Fredericia 13 dicembre 1996, ore 20:00 CET | Croazia | 17 – 23 (10-9) referto | Romania | (50 spett.) |

### Finale 3º posto
| Herning 15 dicembre 1996, ore 14:00 CET | Austria | 30 – 23 (18-8) referto | Germania | (4 500 spett.) |

### Finale
| Herning 15 dicembre 1996, ore 16:00 CET | Danimarca | 25 – 23 (10-10) referto | Norvegia | (4 500 spett.) |

## Classifica finale
| Pos.    | Nazione   |
| ------- | --------- |
| Oro     | Danimarca |
| Argento | Norvegia  |
| Bronzo  | Austria   |
| 4       | Germania  |
| 5       | Romania   |
| 6       | Croazia   |
| 7       | Russia    |
| 8       | Svezia    |
| 9       | Ucraina   |
| 10      | Ungheria  |
| 11      | Polonia   |
| 12      | Lituania  |

|  | Qualificata al campionato mondiale 1997 |

## Statistiche

### Classifica marcatrici
Fonte:.
| Pos. | Nome                  | Nazionale | Reti |
| ---- | --------------------- | --------- | ---- |
| 1    | Kjersti Grini         | Norvegia  | 48   |
| 2    | Olena Nemaškalo       | Croazia   | 41   |
| 3    | Anja Andersen         | Danimarca | 41   |
| 4    | Mariana Tîrcă         | Romania   | 40   |
| 5    | Eszter Matefei        | Ungheria  | 39   |
| 6    | Lina Olsson Rosenberg | Svezia    | 39   |
| 7    | Aleksandra Pawelska   | Polonia   | 38   |
| 8    | Ausra Fridrikas       | Austria   | 37   |
| 9    | Grit Jurack           | Germania  | 35   |
| 10   | Trine Haltvik         | Norvegia  | 32   |

## Premi individuali
Non è stata nominata nessuna squadra del torneo, ma alla danese Anja Andersen è stato dato il premio di migliore giocatrice del torneo e alla norvegese Heidi Tjugum il premio di miglior portiere del torneo.